# Gottfried Riccabona
Gottfried Kuno Riccabona (* 16. Juni 1879 in Pocking; † 30. Dezember 1964 in Feldkirch) war ein österreichischer Rechtsanwalt und Präsident der Vorarlberger Rechtsanwaltskammer.

## Leben
Gottfried Kuno Riccabona wurde 1879 im bayerischen Pocking geboren, wo sein Vater beim Bahnbau beschäftigt war. Die Familie entstammte einem aus Südtirol stammenden Geschlecht. Riccabona war 1894, als sein Vater – ein Bautechniker im Staatsdienst – versetzt wurde, mit seinen Eltern und seinen Geschwistern nach Feldkirch gekommen. Er besuchte, nachdem er das Untergymnasium der Franziskaner in Bozen absolviert hatte, das Feldkircher Staatsgymnasium und maturierte ebendort 1897. Er studierte in Innsbruck und Wien Rechtswissenschaften und promovierte 1902.
Wie schon sein Vater fühlte sich der junge Riccabona dem deutschliberalen Milieu zugehörig. Er war ein talentierter Musiker und hatte literarische Ambitionen, publizierte Gedichte, u. a. in der Innsbrucker Literaturzeitschrift Der Föhn. Er galt als guter Musiker und begabter Literat. Er liebte die Berge und unternahm mit seiner Frau und Freunden viele Schitouren. Jahrelang war er Gast im Hause des gleichfalls musikbegeisterten Dornbirner Fabrikanten Theodor Hämmerle (1859–1930).
1904 lernte Gottfried Riccabona die Kaufmannstochter Anna Perlhefter (1885–1960) kennen. 1905 verlobten sich die beiden und 1906 wurde geheiratet. Als der Vater seiner Frau Anna, Eduard Perlhefter, im Jahr 1906 starb, übernahm Gottfried Riccabona die Aufgabe, die Geschäfte der Firma „E. Perlhefter & Co“ zu koordinieren. Riccabona war zunächst auch Vormund seines Schwagers Max Perlhefter, der bei der Familie in Feldkirch wohnte. Nach der Rechtsanwaltsprüfung 1909 eröffnete Gottfried Riccabona eine eigene Kanzlei in Feldkirch, die 1910 in den zweiten Stock des neuen Hauses in der Marktgasse 13 übersiedelte.
Das Ehepaar Gottfried und Anna hatte zwei Kinder, Max Riccabona (1915–1997) und Dora (1918–2009).
Zwischen 1909 und 1924 war Gottfried Riccabona als Vertreter der Großdeutschen Volkspartei in Feldkirch in der Kommunalpolitik tätig und dabei von 1917 bis 1924 Stadtrat. Gottfried Riccabona beendete 1924 seine Tätigkeit in der Politik.
Von 1917 bis 1937 war er Obervorsteher der Sparkasse Feldkirch.
Gottfried Riccabona war Funktionär der Vorarlberger Rechtsanwaltskammer: Seit 1914 war er im Ausschuss der Kammer, 1921 wurde er Vizepräsident und Ende 1935 als Nachfolger von Dr. Hans Ringler Präsident. 1938 trat er von diesem Amt zurück. 1946 wurde er neuerdings Kammerpräsident. Anlässlich seines Rücktrittes am 27. November 1954 wurde er zum Ehrenpräsidenten gewählt.
Nach dem Anschluss Österreichs an NS-Deutschland wurde die Ehe der Riccabonas nach den NS-Gesetzen zu einer Mischehe – Annas Eltern stammten aus einer jüdischen Familie, waren aber zum katholischen Glauben übergetreten. Gottfried Riccabona musste aus der Zeitung erfahren, dass er zu einer Zahlung von 5.000 Schilling verpflichtet worden war, da er als Kammerpräsident des Schuschnigg-Regimes galt. Das Ehepaar musste ein „Verzeichnis des Vermögens“ abgeben und Anna hatte nach dem Novemberpogrom 1938 eine Judenvermögensabgabe zu zahlen. Nach der Inhaftierung des Sohnes Max Riccabona Ende Mai 1941 in Wien und seiner Überstellung nach Dachau im Jänner 1942, leistete Gottfried Riccabona regelmäßige Zahlungen an Mittelsmänner, um die Situation seines Sohnes zu verbessern. Im Zusammenhang mit dem Fluchtversuch in die Schweiz eines dieser Mittelsmänner wurde auch Gottfried Riccabona am 7. April 1944 verhaftet. Er blieb bis zum 25. April 1944 im Gefängnis des Landesgerichtes Feldkirch.
Die Firma E. Perlhefter & Co., die 1938 zum größten Teil Eigentum seiner Ehefrau und seines Schwagers Max Perlhefter war, wurde nach dem Anschluss vom geschäftsführenden Gesellschafter Johann Rhomberg übernommen, d. h. im NS-Jargon: arisiert. Nach 1945 weigerte sich Rhomberg, die alten Eigentumsverhältnisse wiederherzustellen. Daher wurde die Firma unter „öffentliche Verwaltung“ gestellt, als Sequester fungierte der damalige Bürgermeister Andreas Josef Mähr. Das Rückstellungsverfahren dauerte bis 1949 und endete mit einem Vergleich.
Bis 1960 war Riccabona als Anwalt tätig. Nach wie vor engagierte er sich in der Feldkircher Schlaraffia, der er seit seinen Studententagen angehörte. Der Versuch, seine Kanzlei von seinem Sohn Max fortführen zu lassen, scheiterte. Max Riccabona musste bald nach dem Tod seines Vaters den Anwaltsberuf aus gesundheitlichen Gründen aufgeben.
Gottfried Riccabona stellte seine Fähigkeiten als Berater und Vermittler oft unter Beweis, insbesondere während der NS-Herrschaft, als er seine Familie zu schützen versuchte – nicht zuletzt durch seine guten Beziehungen.

## Ausstellungen
- Der Fall Riccabona, 3. Dezember 2016 bis 17. April 2017, vorarlberg museum, Bregenz.